# 科爾島

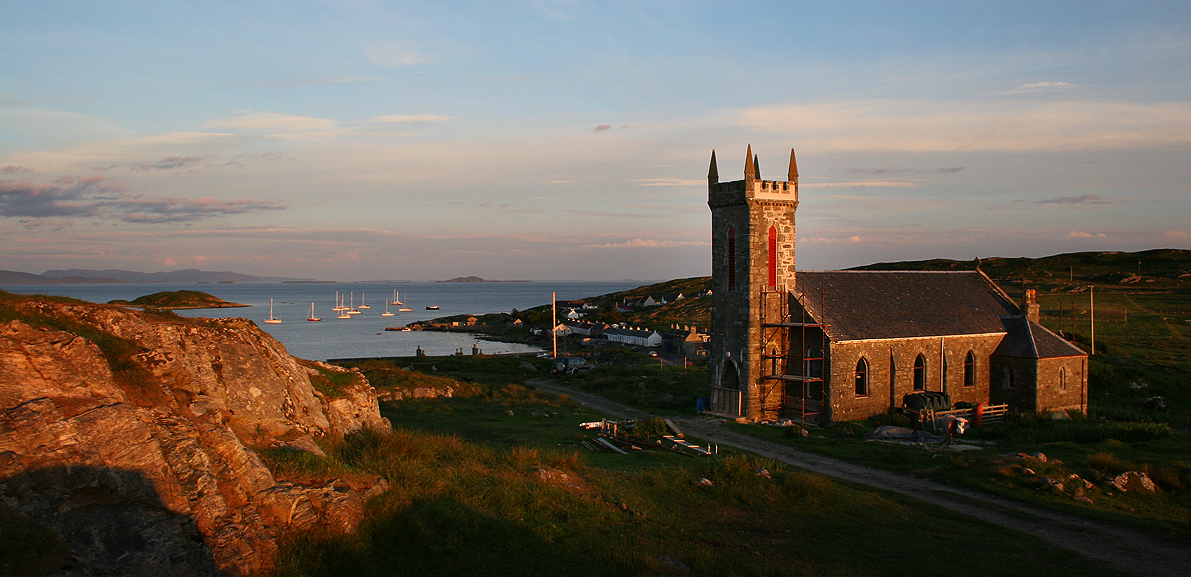

科爾島是蘇格蘭的島嶼，位於馬爾島以西的大西洋海域，屬於內赫布里底群島的一部分，長19公里、寬5公里，面積76.85平方公里，2001年人口164。

## 外部連結
- Isle of Coll Website （页面存档备份，存于）
- The Coll Hotel Website
- The Coll Magazine Archive
- Project Trust （页面存档备份，存于）
- Coll Bunkhouse （页面存档备份，存于）

56°38′00″N 6°33′26″W / 56.63333°N 6.55722°W